# Mecas pergrata
Mecas pergrata är en skalbaggsart som först beskrevs av Thomas Say 1824.  Mecas pergrata ingår i släktet Mecas och familjen långhorningar. Inga underarter finns listade i Catalogue of Life.